# Henschbach
Der Henschbach ist ein Fließgewässer in der Verbandsgemeinde Oberes Glantal im rheinland-pfälzischen Landkreis Kusel. Er ist ein gut 6 km langer, südwestlicher und linker Zufluss des Glans.

## Name
Der Bach taucht im Jahr 1330 (Heingspach) erstmals urkundlich auf. Die Wüstung  Heinsbach wird schon im 11./12. Jahrhundert als Hengesbach genannt. Der Name leitet sich vom Tiernamen 'Hengst' ab und wurde teilweise an den Personennamen Heinz angelehnt.

## Geographie

### Verlauf
Der Henschbach entspringt am westlichen Ortsrand von Steinbach am Glan. Von dort fließt er in nordöstlicher Richtung parallel zur B 423, nimmt von links den Hodenbach und den Haselbach auf, durchquert Henschtal und nimmt von links den Wehrbach auf, bevor er die A 62 unterquert. Er fließt weiter parallel zur Landesstraße L 359 und mündet nördlich von Glan-Münchweiler in Rehweiler in den Glan.

### Zuflüsse
In der Reihenfolge von der Quelle zur Mündung:
- Hodenbach (links), 1,9 km, 3,80 km²
- Haselbach (Bach vom Sangerhof) (links), 1,6 km,  0,73 km²
- Trahweiler Bach (links), 0,9 km, 0,71 km²
- Wehrbach (links), 3,4 km, 5,08 km²